# بنت، هلند
بنت (به هلندی: Bent) یک منطقهٔ مسکونی در هلند است که در آلفن آن درین واقع شده‌است.